# Château de Cossonay
Le château de Cossonay est un château de Suisse, situé sur le territoire de la commune vaudoise de Cossonay.

## Histoire
Pendant le  XIe siècle, avec l’essor de la famille de Cossonay qui culmine avec la nomination de Jean au titre d'évêque de Lausanne en 1240, le château s’agrandit pour devenir l’un des plus grands de la région. La famille s'éteint au début du XVe siècle à la suite d'un incendie qui ravage une grande partie de la ville. Les ducs de Savoie parviennent alors à prendre le contrôle du village et du château jusqu'à l'invasion bernoise de 1536.
Le château est le siège de la seigneurie puis châtellenie de Cossonay.
Le château médiéval est ensuite, à plusieurs reprises, transformé et modifié jusqu'au XVIIIe siècle où il est reconstruit sous sa forme actuelle par Benjamin de Lessert.

## Sources
- « Le château de Cossonay », sur swisscastles.ch (consulté le 18 juillet 2019)
- Bernard Andenmatten, « Cossonay, de » dans le Dictionnaire historique de la Suisse en ligne, version du 2 février 2011.